# Arnošt Košťál
Arnošt Košťál, též Erna Košťál, (26. června 1904 Police nad Metují – 2. července 1942 Pardubice) byl český hoteliér a účastník protinacistického odboje.

## Život

### Mládí
Narodil se v Polici nad Metují, ale již v šesti letech se přestěhoval s rodiči do Pardubic, kde si jeho otec pronajal a posléze odkoupil od známého aviatika Jana Kašpara hotel Veselka. Mladý Arnošt nejprve studoval obchodní akademii v Chrudimi, kterou však nedokončil. Dal se však na studia hotelové školy v Drážďanech a později se dostal na praxi do Francie. Roku 1928 se v Praze oženil s Jarmilou Udržalovou z Dolní Rovně, dcerou Františka Udržala, pozdějšího československého ministerského předsedy. Narodily se jim 3 děti.

### Hoteliér
Roku 1931, po úspěšné Výstavě tělesné výchovy a sportu v Pardubicích, si manželé Košťálovi pronajali hotel Grand projektovaný architektem Gočárem a záhy z něj vybudovali prvotřídní podnik. Roku 1936 odkoupil Košťál od svého otce hotel Veselka a svůj elán a nadšení napřel do jeho modernizací. V té době byla již z Košťála známá pardubická osobnost, měl také mnoho vlivných známostí (od Jana Masaryka a Eduarda Beneše až po Voskovce a Wericha).

### Sportovní mecenáš a fotbalový funkcionář
Arnošt Košťál byl mecenášem sportovního klubu SK Pardubice. V roce 1941 byl zvolen jeho prvním místopředsedou a postaven do funkce předsedy jeho fotbalového odboru. Od rekonstrukce v letech 2022 a 2023 nese tzv. Letní stadion jeho jméno.

### Společenský život
Arnošt Košťál byl významnou osobností pardubického společenského života, která vynikala širokým spektrem zájmů a kontaktů. Aktivně se podílel na kulturním dění města a byl propojen s mnoha vlivnými osobnostmi své doby.
- Rotary klub Pardubice: Košťál hrál klíčovou roli v Rotary klubu Pardubice, kde nejen že působil jako jeden z prvních členů a byl i jeho prezidentem. Připravil zde řadu přednášek a všemožně se zasloužil o rozvoj klubu a jeho společenské prestiže.
- Oslavy 600. výročí Pardubic: V roce 1940 se aktivně zapojil do organizace oslav 600. výročí založení Pardubic, čímž dokázal svůj zájem o historii města a jeho kulturní odkaz.
- Odborné aktivity: Jako předseda „Společenstva C.S. hoteliérů a hostinských“ přispěl k profesionalizaci hotelnictví a gastronomie. Hotel Grand, který vedl, byl nejen prestižním místem, ale také důležitým centrem společenských setkání a kulturních akcí.
- Společenské kontakty: Košťál navázal přátelství s řadou významných osobností, včetně Alice Masarykové, Jana Masaryka, Edvarda Beneše a dalších členů československé politické scény, stejně jako s umělci Osvobozeného divadla (Voskovec, Werich, Plachta). Přestože měl vlivné známosti, do politiky se nikdy aktivně nezapojil.
- Osobní charisma: Jeho smysl pro humor a přátelská povaha z něj činily oblíbenou postavu společenských kruhů. Příběhy jako „Jak Košťál v Grandu zaplatil“ dokládají jeho schopnost spojovat formální i neformální stránky společenského života.

Arnošt Košťál zanechal trvalou stopu v pardubické společnosti a jeho odkaz je příkladem aktivního zapojení do veřejného života a podpory komunitních hodnot.

### Válka
V hotelu Veselka zastihla Arnošta Košťála i druhá světová válka. Známý a úspěšný hoteliér se stal v roce 1941 součástí pardubického protinacistického odboje, když se zapojil do sítě organizované npor. Bartošem, velitelem výsadkářské skupiny Silver A vysazené na území protektorátu v prosinci 1941. Hotel Veselka byl tehdy prvotřídním podnikem často navštěvovaným veliteli pardubického gestapa, Košťál měl za úkol vyzvědět co nejvíce o těchto lidech a předat informace parašutistům. Později podstoupil velké riziko, když jednoho z členů Silver A Josefa Valčíka zaměstnal ve Veselce jako číšníka Miloslava Šolce. Po čase však gestapo odhalilo, že Šolc je falešné jméno, a začalo podezřívat i Košťála. Košťál varoval Valčíka, a ten uprchl do Prahy, kde se stal aktivním účastníkem atentátu na Reinharda Heydricha. Po něm však následovalo hromadné zatýkání, které se nevyhnulo ani Arnoštu Košťálovi. Byl dopaden a spolu s dalšími účastníky odboje 2. července 1942 na pardubickém „Zámečku“ popraven.